# القطط السوداء

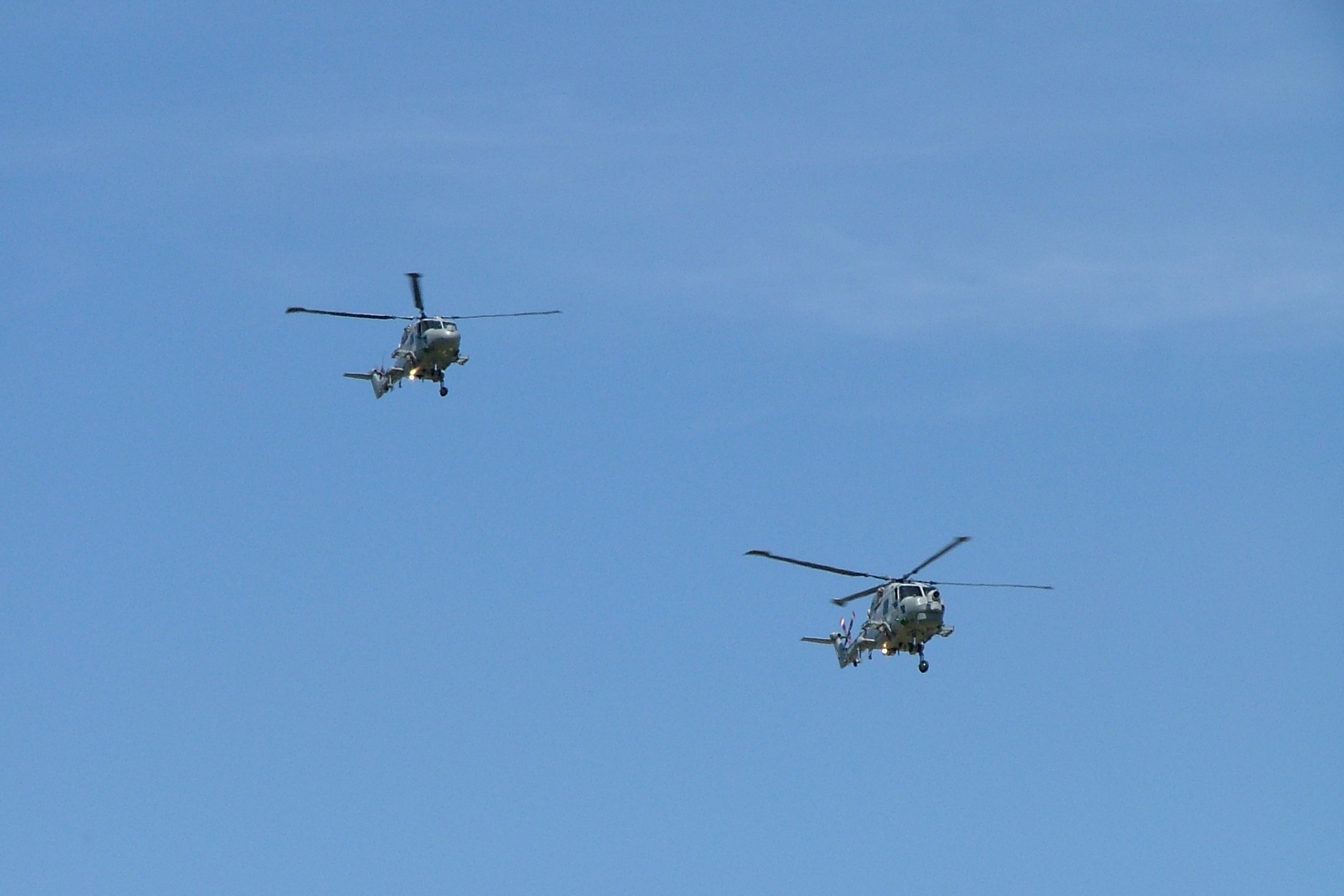
مورحيتان الفريق أثناء إحدى العروض.

القطط السوداء (بالإنجليزية: Black Cats، بلاك كاتس) هو فريق استعراض جوي مكون من مروحيات تابع للبحرية الملكية. يستخدم الفريق مروحيتان من طراز ويستلاند لينكس. تكون الفريق في عام 2003.

## معرض صور

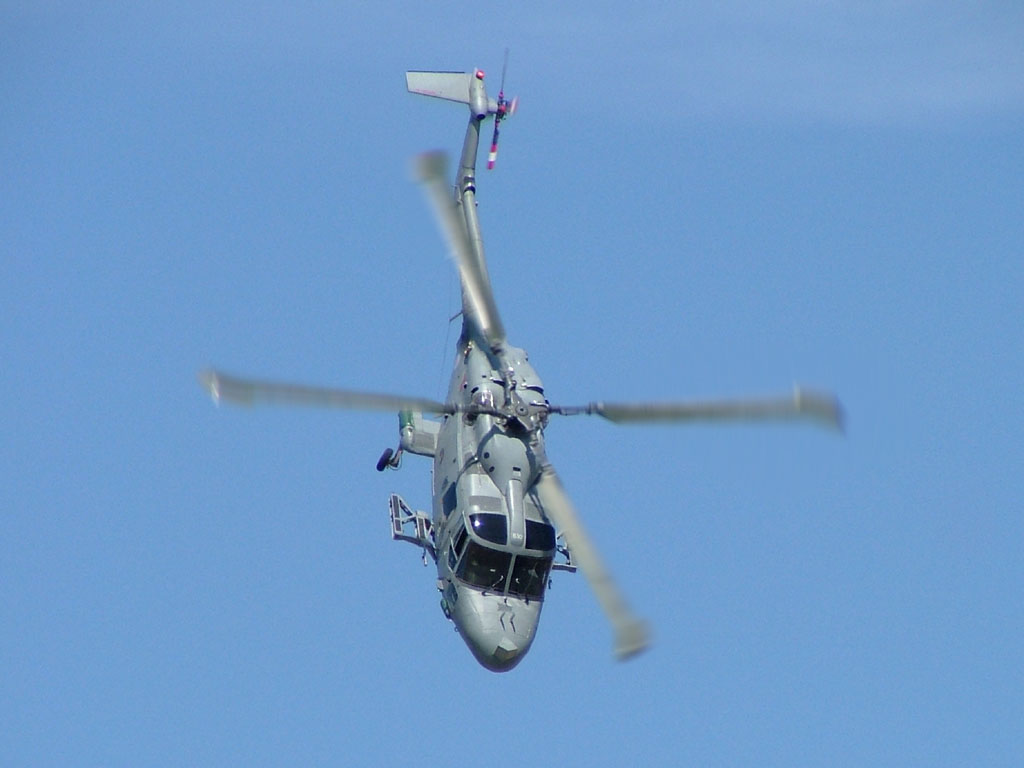
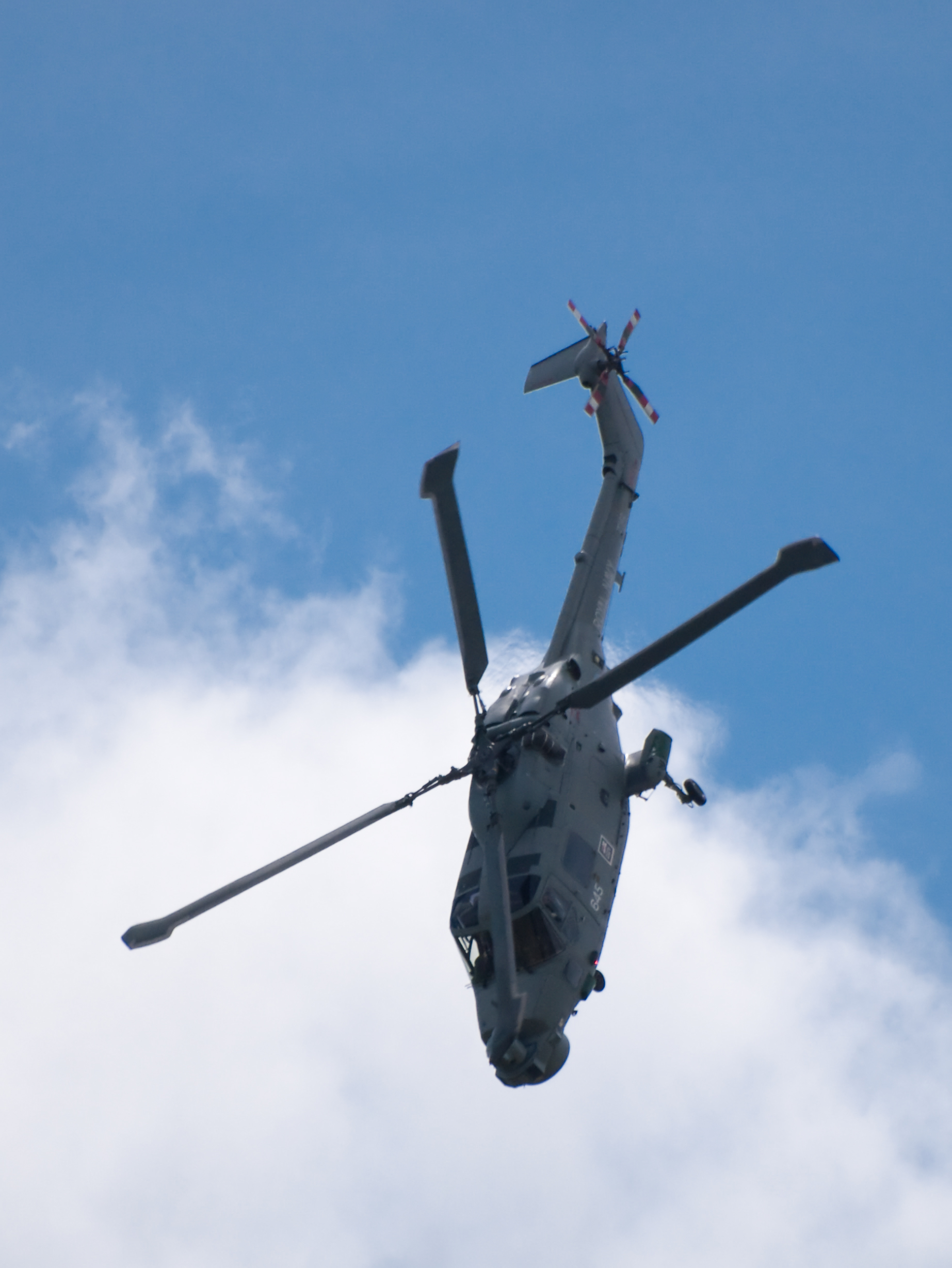
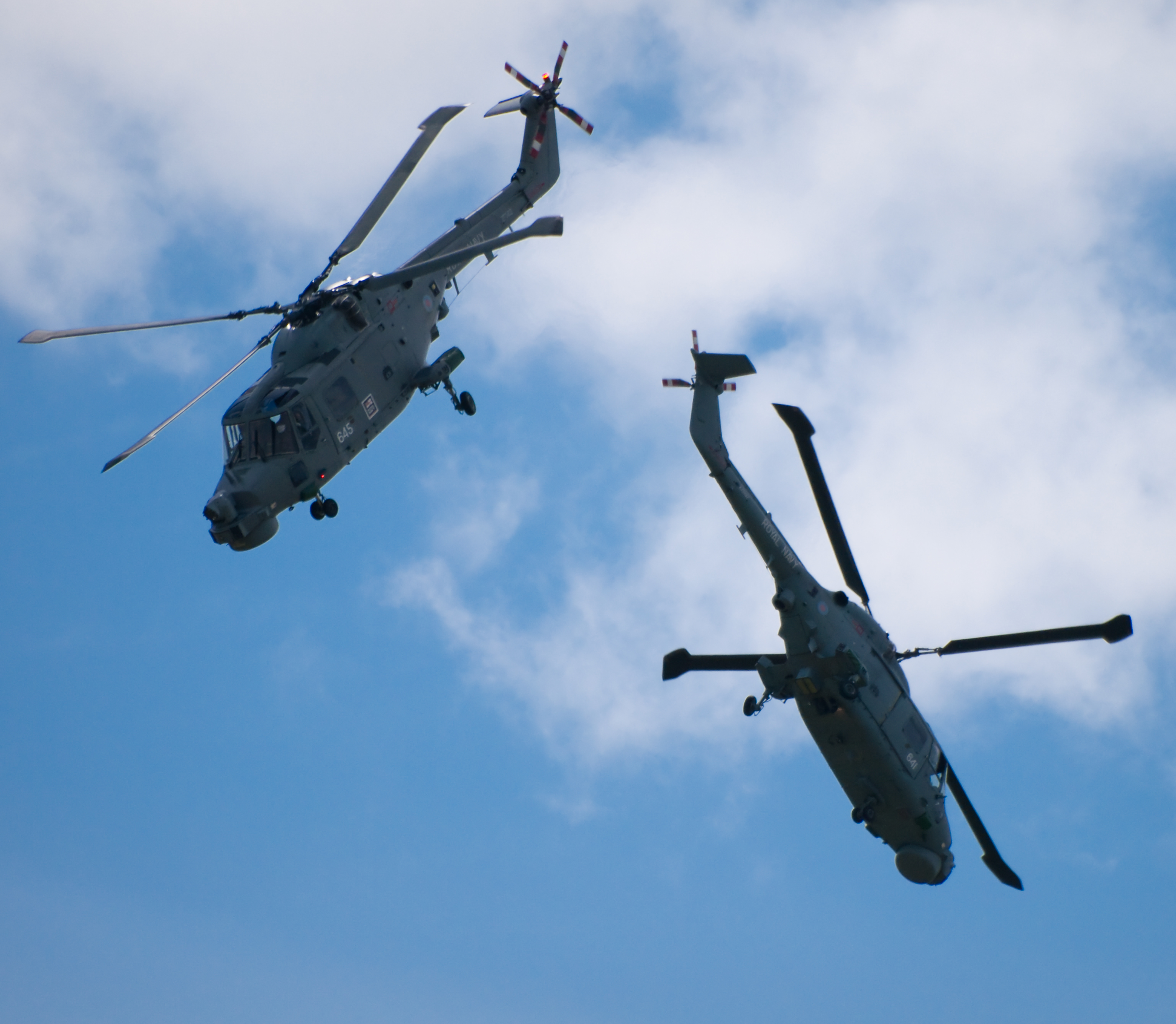
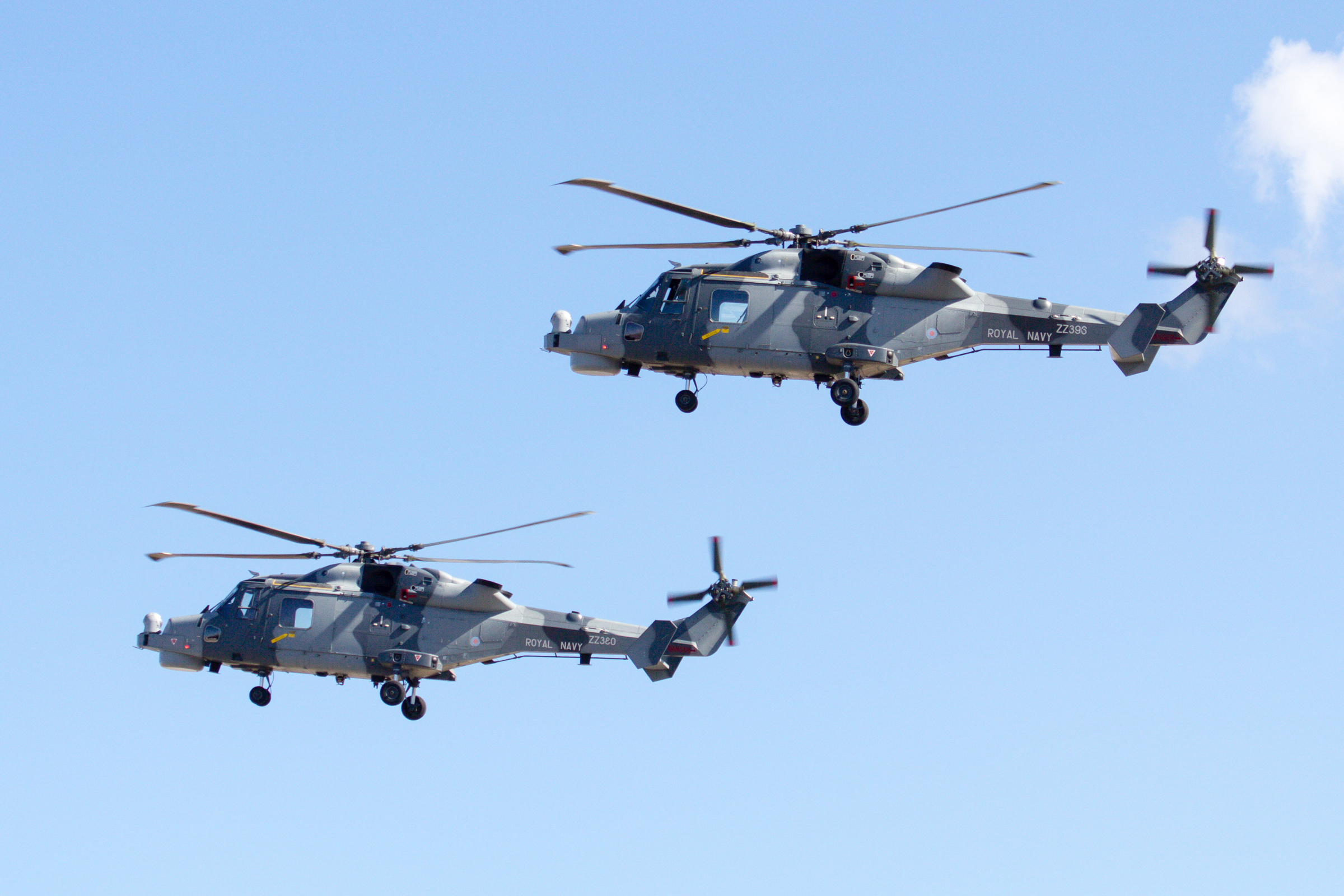